# Adolfo Celi

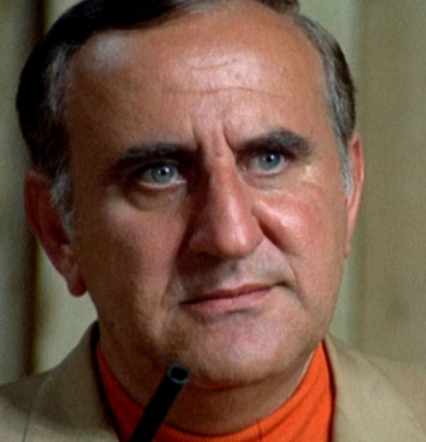
Adolfo Celi

Adolfo Celi [aˈdolfo ˈtʃeːli] (* 27. Juli 1922 in Messina; † 19. Februar 1986 in Siena) war ein italienischer Filmschauspieler und Regisseur.

## Leben
Celi trat in fast 100 Filmen, speziell in Rollen als internationaler Bösewicht, auf. Seine bekannteste Rolle war die des Emilio Largo im 1965 gedrehten James Bond 007 – Feuerball. Er trat auch als Protagonist in einigen italienischen Komödien auf, so etwa in Brancaleone auf Kreuzzug ins Heilige Land.
Celi sprach mehrere Sprachen fließend, wurde wegen seines starken sizilianischen Akzents in englischsprachigen Filmen aber zumeist synchronisiert. In Feuerball und in Abenteuer in Rio wurde seine Textpassagen von Robert Rietti nachgesprochen. In der 1981 gedrehten BBC-Serie Die Borgias, in der er Rodrigo Borgia darstellte, wurde er nicht synchronisiert, sodass er durch seinen starken Akzent schwer verständlich war, wofür er von Kritikern und Zuschauern sehr verspottet wurde.
Celi studierte an der Accademia d'Arte Drammatica in Rom. Er war auch als Bühnendarsteller erfolgreich und lebte und arbeitete von 1946 bis 1962 in Argentinien und Brasilien. Bei zwei Filmen und einer Fernsehserie führte er in Südamerika Regie. In Italien inszenierte er zusammen mit Vittorio Gassman den Spielfilm L'Alibi.
Celi war dreimal verheiratet. Er starb 1986 in Siena an einem Herzinfarkt.

## Filmografie (Auswahl)
als Schauspieler
- 1964: Abenteuer in Rio (L’Homme de Rio)
- 1964: El Greco (El Greco)
- 1964: Ich war eine männliche Sexbombe (Un monsieur de compagnie)
- 1965: Colonel von Ryans Express (Von Ryan’s Express)
- 1965: Es kam ein Mensch: Auf den Spuren von Johannes XXIII. (E venne un uomo)
- 1965: Michelangelo – Inferno und Ekstase (The Agony and the Ecstasy)
- 1965: James Bond 007 – Feuerball (Thunderball)
- 1965: So ein Windhund (Slalom)
- 1966: Bobo ist der Größte (The Bobo)
- 1966: Wie tötet man eine Dame? (Das Geheimnis der gelben Mönche)
- 1966: Die Doppelgänger (Colpo maestro al servizio di Sua Maestà britannica)
- 1966: Ergötzliche Nächte (Le piacevoli notti)
- 1966: Herzkönig (Le Roi de cœur)
- 1966: Grand Prix (Grand Prix)
- 1966: Yankee (Yankee)
- 1967: Operation „Kleiner Bruder“ (O.K. Connery)
- 1967: Top Job (Ad ogni costo)
- 1967: … und morgen fahrt ihr zur Hölle (Dalle Ardenne all’inferno)
- 1967: Venedig sehen – und erben… (The Honey Pot)
- 1968: Der Coup der 7 Asse (Sette volte sette)
- 1968: Django – Unbarmherzig wie die Sonne (Sentenza di morte)
- 1968: Gefahr: Diabolik! (Diabolik)
- 1968: Weiße Westen für Ganoven (Uno scacco tutto matto)
- 1968: Gestatten, das sind meine Kohlen! (Midas Run)
- 1969: Blonde Köder für den Mörder
- 1969: Erzengel (L’arcangelo)
- 1969: Io, Emmanuelle
- 1969: Die Klette (Un detective)
- 1970: Brancaleone auf Kreuzzug ins Heilige Land (Brancaleone alle crociate)
- 1970: Ein Bulle sieht rot (Un Condé)
- 1970: Spezialkommando Wildgänse (Appuntamento col disonore)
- 1971: Mord in der Rue Morgue (Murders in the Rue Morgue)
- 1971: Wettlauf gegen den Tod (Hanno cambiato faccia)
- 1972: Bruder Sonne, Schwester Mond (Fratello sole, sorella luna)
- 1972: The Child – Die Stadt wird zum Alptraum (Chi l’ha vista morire?)
- 1972: Gefährlicher Partner (Le Mataf)
- 1972: Der lange Arm des Paten (La mano lunga del padrino)
- 1972: Der Mafia-Boß – Sie töten wie Schakale (La mala ordina)
- 1972: Mord exklusiv (Terza ipotesi su un caso di perfetta strategia criminale)
- 1973: Hitler – Die letzten zehn Tage (Hitler: The Last Ten Days)
- 1973: 1931 – Es geschah in Amerika (Piazza pulita)
- 1973: Die Sommerfrische (La villeggiatura)
- 1973: Verbannt (Il sorriso del grande tentatore)
- 1974: Ein Unbekannter rechnet ab (And Then There Were None)
- 1974: Das Gespenst der Freiheit (Le Fantôme de la liberté)
- 1975: Ein irres Klassentreffen (Amici miei)
- 1975: Libera, Amore mio (Libera, amore mio!)
- 1976: Eiskalte Typen auf heißen Öfen (Uomini si nasce poliziotti si muore)
- 1976: Der große Angeber (Le grand escogriffe)
- 1976: Horse Fever (Febbre da cavallo)
- 1976: Das Hotel der heißen Teens (L’affittacamere)
- 1976: Öl (The Next Man)
- 1976: Ramba Zamba bei der Mafia (Come una rosa al naso)
- 1976: Sandokan – Der Tiger von Malaysia (Sandokan) (Fernseh-Miniserie)
- 1976: Der Schatten, der uns verfolgte (L’Homme qui nous suit)
- 1977: Abendessen mit anschließendem Frühstück (Pane, burro e marmellata)
- 1978: Eine mörderische Karriere (Indagine su un delitto perfetto)
- 1980: Café Express (Café Express)
- 1980: Car-napping – bestellt – geklaut – geliefert
- 1981: Gib dem Affen Zucker (Innamorato pazzo)
- 1982: Monsignor (Monsignor)
- 1982: Meine Freunde (Amici mei atto II°)
- 1984: Cinderella ’80 (Cenerentola ’80)
- 1985: Amici miei atto III

als Regisseur
- 1948: Razzia in Neapel (Proibito rubare)
- 1950: Caiçara (Caiçara)
- 1952: Tico-Tico no Fubá
- 1957: Grande Teatro Tupi (TV-Serie; Episode Esta Noite é Nossa)
- 1969: L’alibi

## Auszeichnungen
- Internationale Filmfestspiele von Cannes
  - 1952: Nominierung für den großen Preis   für Tico-Tico no Fubá (beste Regie)
  - 1951: Nominierung für den großen Preis   für Caiçara  (beste Regie)
- Golden Goblets
  - 1973 	Golden Goblet 	als Bester Darsteller (Migliore Attore) für La villeggiatura